# Síndrome de Taura

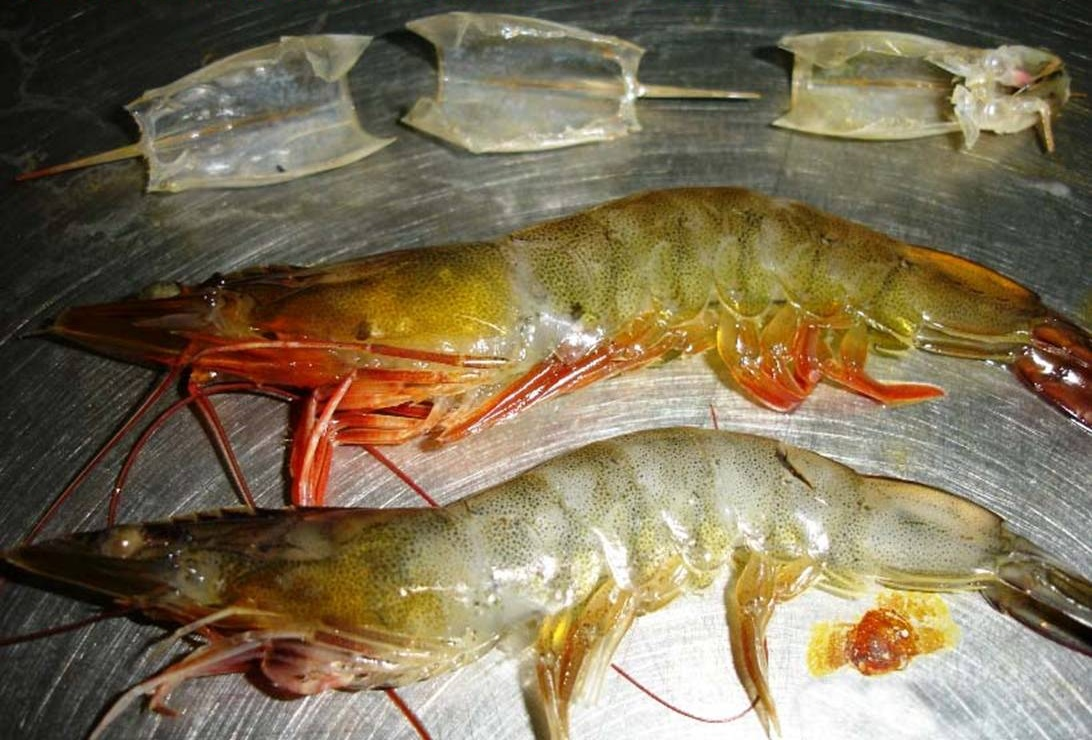
Comparación de un camarón saludable con uno con el síndrome de Taura.

El síndrome de Taura  es una de las enfermedades más devastadoras que afectan a la industria de las granjas camaroneras a nivel mundial. Desde su primera descripción en Ecuador, se ha esparcido a todos los países productores de camarón de América y se han informado brotes en muchas regiones del sureste asiático. Inicialmente se creyó que la enfermedad tenía una etiología tóxica y era causada por pesticidas usados en plantaciones de plátano cercanas a las granjas de camarones. Sin embargo, ahora es ampliamente aceptado el origen infeccioso de la enfermedad. El síndrome de Taura se encuentra en la lista de enfermedades notificables de la Organización Mundial de Sanidad Animal.
La enfermedad tiene tres fases que se traslapan: aguda, transición y crónica. El ciclo de la enfermedad ha sido caracterizado en detalle para el Litopenaeus vannamei. El L. vannamei es particularmente susceptible a esta enfermedad. Después de la infección ya sea por canibalismo o por exposición al agua, se desarrolla la fase aguda. En algunos individuos, los signos clínicos pueden aparecer tan pronto como siete horas después de haber sido infectados. El camarón infectado muestra anorexia, letargo, nado errático, opacidad de la musculatura caudal, cutículas suaves y expansión cromatófora (cola roja). La fase aguda puede durar hasta siete días y se han observado tasas de mortalidad de hasta el 95%. 
El camarón que logra sobrevivir a esta primera fase pasa a una etapa transicional (entre 5 y 8 días después de la exposición). Las características de esta fase son lesiones en la melanina de forma y tamaño variable que pueden verse en la cabeza y la cola del camarón.